# مدرسة داخلية

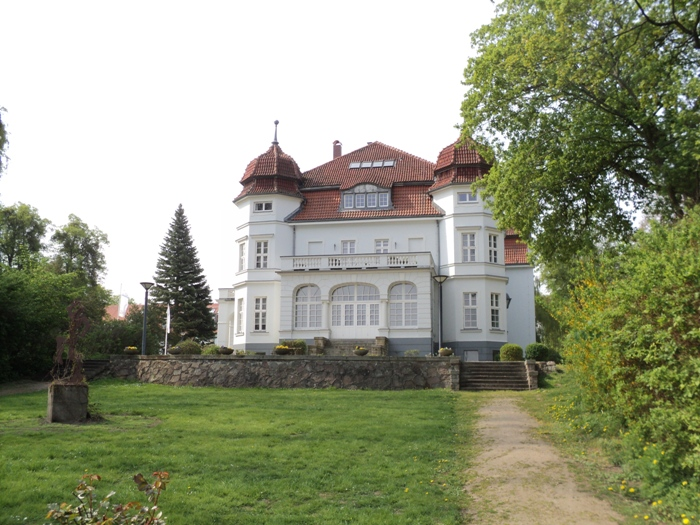
مدرسة داخلية في ألمانيا.

المدارس الداخلية هي نوع من المدارس التي يعيش فيها بعض أو جميع التلاميذ أثناء السنة الدراسية، كما وقد يعيش فيها المدرسون وجميع الموظفين في بعض الحالات. قد لا تقبل بعض المدارس الداخلية إلا الطلبة الذي يعيشون ضمنها، بينما تقبل البعض الأخرى طلبةً نهاريين يعودون إلى منازلهم في المساء.
تعتمد العديد من المدارس الخاصة في المملكة المتحدة نظام المدارس الداخلية. في هذه الحالة، عادةً ما يعود الطلاب إلى منازلهم في العطلات، وفي الكثير من الأحيان أيضاً عند نهاية كل أسبوع. من جهةٍ أخرى، يُتوقَّع في بعض الدول من الطلبة أن يقضوا معظم مرحلة طفولتهم ومراهقتهم في مدرستهم الداخلية، دون الاحتكاك بعائلاتهم تقريباً. في الولايات المتحدة، لا تغطي المدارس الداخلية عادةً سوى المرحلة الثانوية (من الصفين السابع أو التاسع إلى الثاني عشر)، كما وتوفّر بعض المدارس الداخلية بالولايات المتحدة سنةً إضافية بعد التخرج لتهيئة الطلاب لدخول الجامعة، وفي الغالب ما تكون وظيفة هذه السنة مساعدة الطلاب الأجانب على الاندماج أكثر بالثقافة الأمريكية والتعرف أكثر على مواد الدراسة قبل الجامعة.

## مقالات ذات صلة
- منشأة شاملة